# Moroni (miasto)
Moroni – stolica Związku Komorów, leżąca na zachodnim wybrzeżu największej wyspy Ngazidja u podnóża wulkanu Kartala (2381 m n.p.m., masyw La Grille); ośrodek administracyjny wyspy Ngazidja. Stolicę zamieszkuje około 60 tysięcy ludzi. Główny port handlowy kraju (wywóz wanilii, olejków eterycznych, goździków, kopry); międzynarodowy port lotniczy Moroni; muzeum narodowe.